# 佩旺谢尔
佩旺谢尔（法語：Pervenchères，法語發音：[pɛʁvɑ̃ʃɛʁ] ⓘ）是法国奥恩省的一个市镇，属于莫尔塔涅欧佩什区。

## 地理
佩旺谢尔（48°26'18"N, 0°25'32"E）面积28.35 平方千米，位于法国诺曼底大区奧恩省，该省份为法国西北部内陆省份，北起顺时针与卡爾瓦多斯省、厄尔省、厄尔-卢瓦省、萨尔特省、马耶讷省和芒什省接壤。
与佩旺谢尔接壤的市镇（或旧市镇、城区）包括：萨尔特河畔圣于连、蒙戈德里、巴维尔、库利梅、圣茹安德布拉武、圣康坦德布拉武、维代、佩尔什地区贝尔福雷。

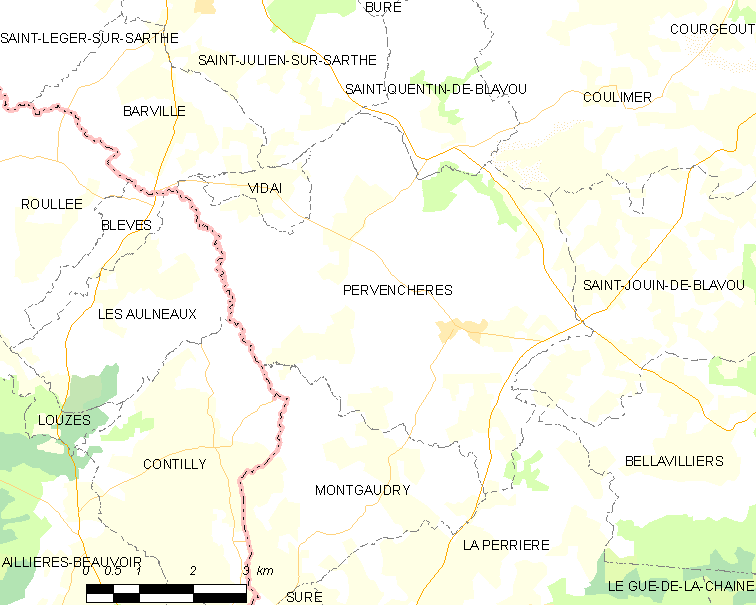
佩旺谢尔的OSM定位图

佩旺谢尔的时区为UTC+01:00、UTC+02:00（夏令时）。

## 行政
佩旺谢尔的邮政编码为61360，INSEE市镇编码为61327。

## 政治
佩旺谢尔所属的省级选区为莫尔塔涅欧佩什县。

## 人口

1962-2008年间佩旺谢尔人口变化图示

佩旺谢尔于2022年1月1日时的人口数量为342人。